# Rue Varin
Pour les articles homonymes, voir Varin.
La rue Varin est une rue de la ville belge de Liège faisant partie du quartier administratif des Guillemins.

## Toponymie
Cette rue rend hommage à Jean Varin, grand médailleur liégeois et graveur des monnaies du roi Louis XIV.

## Localisation
Cette artère est proche de la gare des Guillemins de Liège. Quasi parallèle aux voies du chemin de fer, elle applique un sens unique de circulation automobile de la rue Bovy vers la place du Général Leman. Elle est longue d'environ 545 m.

## Historique
Elle fut longtemps, du XIXe au XXe siècle, un endroit de rencontre des femmes de mœurs légères et un des hauts lieux de la prostitution à Liège, mais la moitié de la rue est supprimée et une grande partie des bâtiments riverains sont rasés au début des années 2000 lors des aménagements du quartier pour faire place à la nouvelle gare, provoquant la disparition et la fermeture de nombreux bars et salons. 
Fin 2009, un projet de construction d'un Eros Center pour regrouper les travailleurs du sexe du quartier a vu le jour. Début 2011, l'École de Criminologie de l'université de Liège a organisé un colloque à ce sujet, mais aucune décision concrète n'a été prise. Faute de majorité, le projet est abandonné en 2015. Début 2020, la ville décide de tripler la taxe annuelle sur les « bars à hôtesses », la faisant passer de 5000 à 15000 €, dans le but supposé de les faire quitter la rue qui est sur le tracé du tram de Liège.

## Rues adjacentes
De la rue Bovy vers la place du Général Leman :
- Rue du Mambour
- Rue Dossin
- Rue Lesoinne